# Cơ quan Không gian Ý
ISA là một Cơ quan Vũ trụ của nước Ý. Cơ quan được thành lập vào năm 1988. Đây cũng là một trong những cơ quan thành viên của ESA